# 杨淳 (正德进士)
楊淳（1475年—1539年），字重夫，號繡嶺，陕西西安府臨潼縣人，軍籍。

## 生平
治《詩經》，行一，由國子生中式辛酉科（1501年）陕西鄉試第四十四名舉人，年三十四歲中式正德三年（1508年）戊辰科會試第二百六十八名，第三甲第二百二十九名進士。吏部观政，四年闰九月选授江西道試監察御史，五年三月吏部会都察院考察，以短于激扬历练未纯，改任工部屯田司主事，六年差荆州抽分。秩满，升营缮司员外郎，管台基等厰，寻差辽东查盘军器。九年升都水司郎中，奉勅管理通州南旺河道。復補虞衡司郎中，正德十五年（1520年）升任湖广宝庆府知府，调知郧阳府、广州府，嘉靖四年（1525年）八月升山西按察司副使，奉敕管理雁门等关兵备，丁父忧。服除，起湖广郴桂兵备副使，嘉靖十年（1531年）遷四川布政司左参政，十一年五月升本省按察使，十三年闰二月升布政司右布政使，改任左布政，十三年冬母王太宜人讣，即日奔归。嘉靖十八年五月卒，吕柟为他撰《四川左布政使杨公淳墓志铭》。

## 家族
曾祖杨让。祖父杨彪。父杨欽，累封工部郎中加四品服色。母王氏，封太宜人。重庆下。弟濟、瀚、滋、泾、渭、河、瀾、浚。